# Symplectoscyphus nesioticus
Symplectoscyphus nesioticus is een hydroïdpoliep uit de familie Sertulariidae. De poliep komt uit het geslacht Symplectoscyphus. Symplectoscyphus nesioticus werd in 1987 voor het eerst wetenschappelijk beschreven door Blanco. 